# Charty

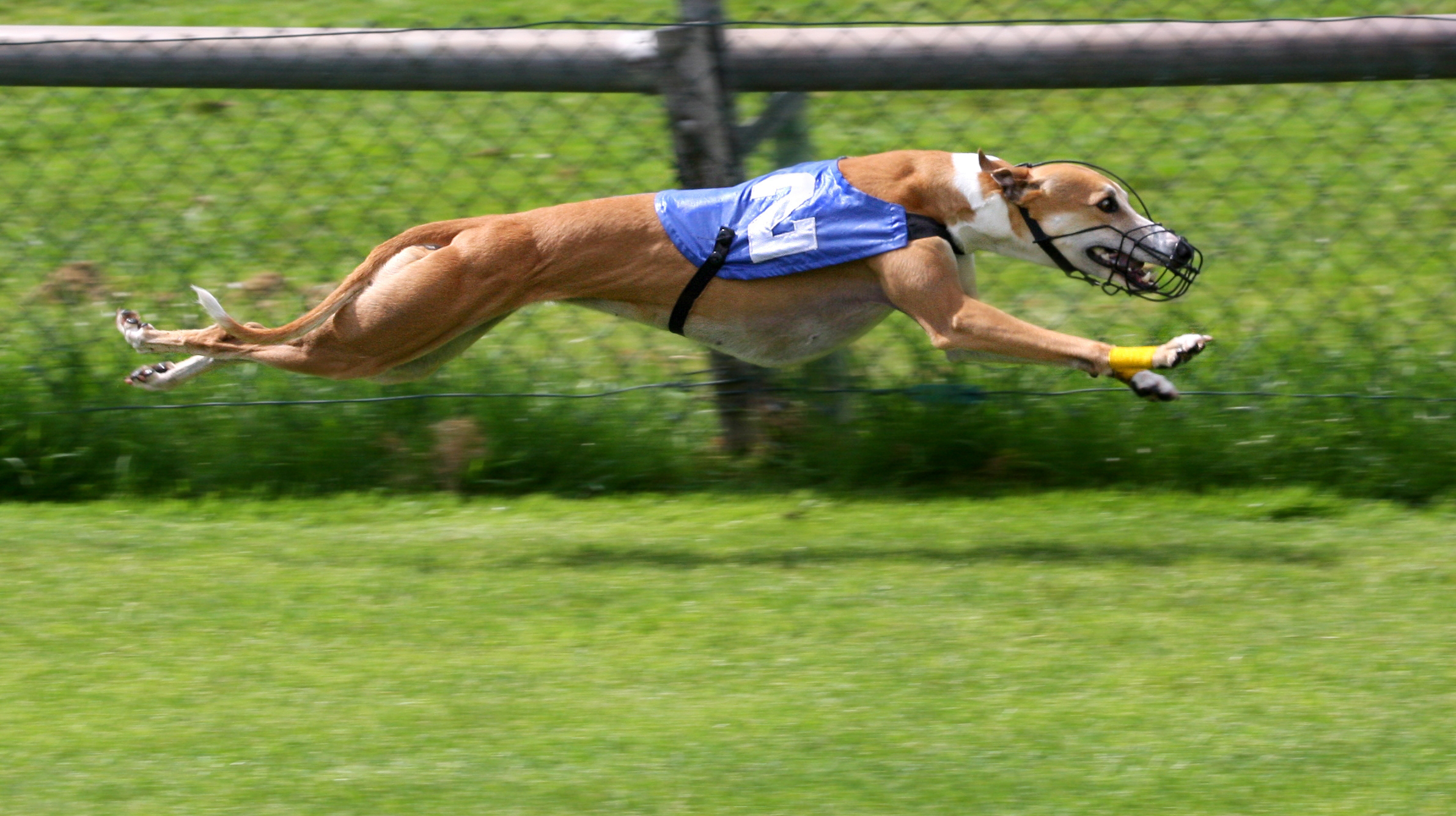
Greyhound podczas wyścigu torowego

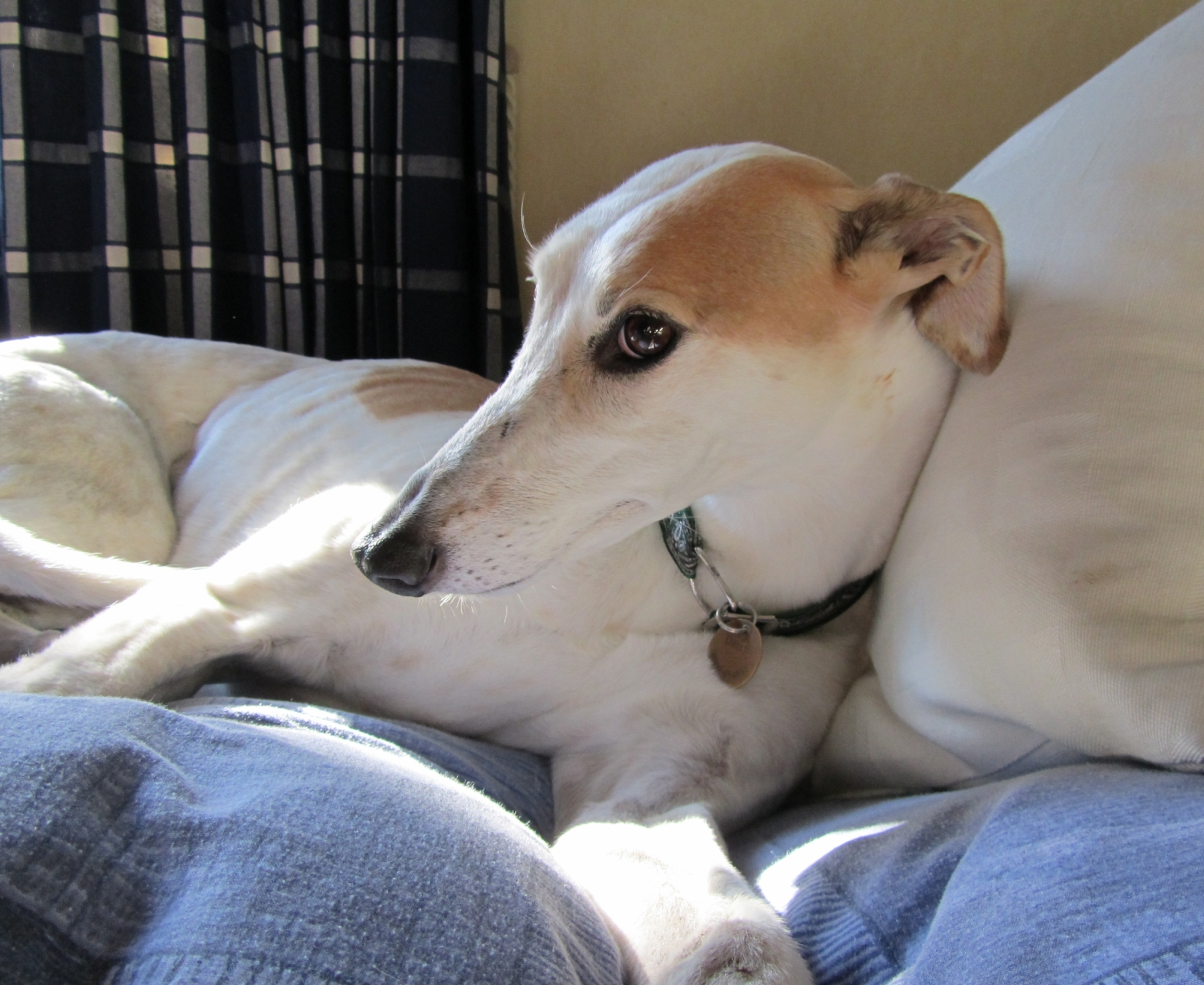
Dolichocefaliczne proporcje głowy typowego charta

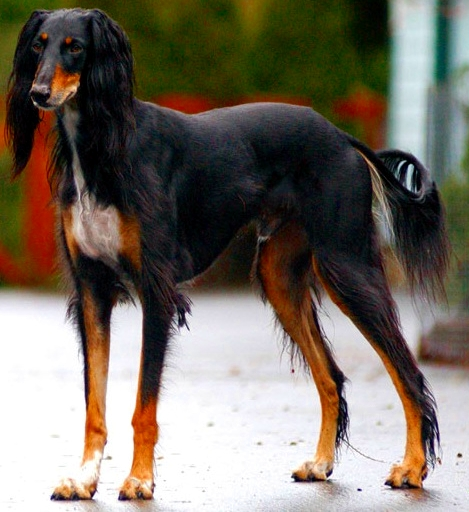
Charty perskie mają na ogonie charakterystyczne chorągwie

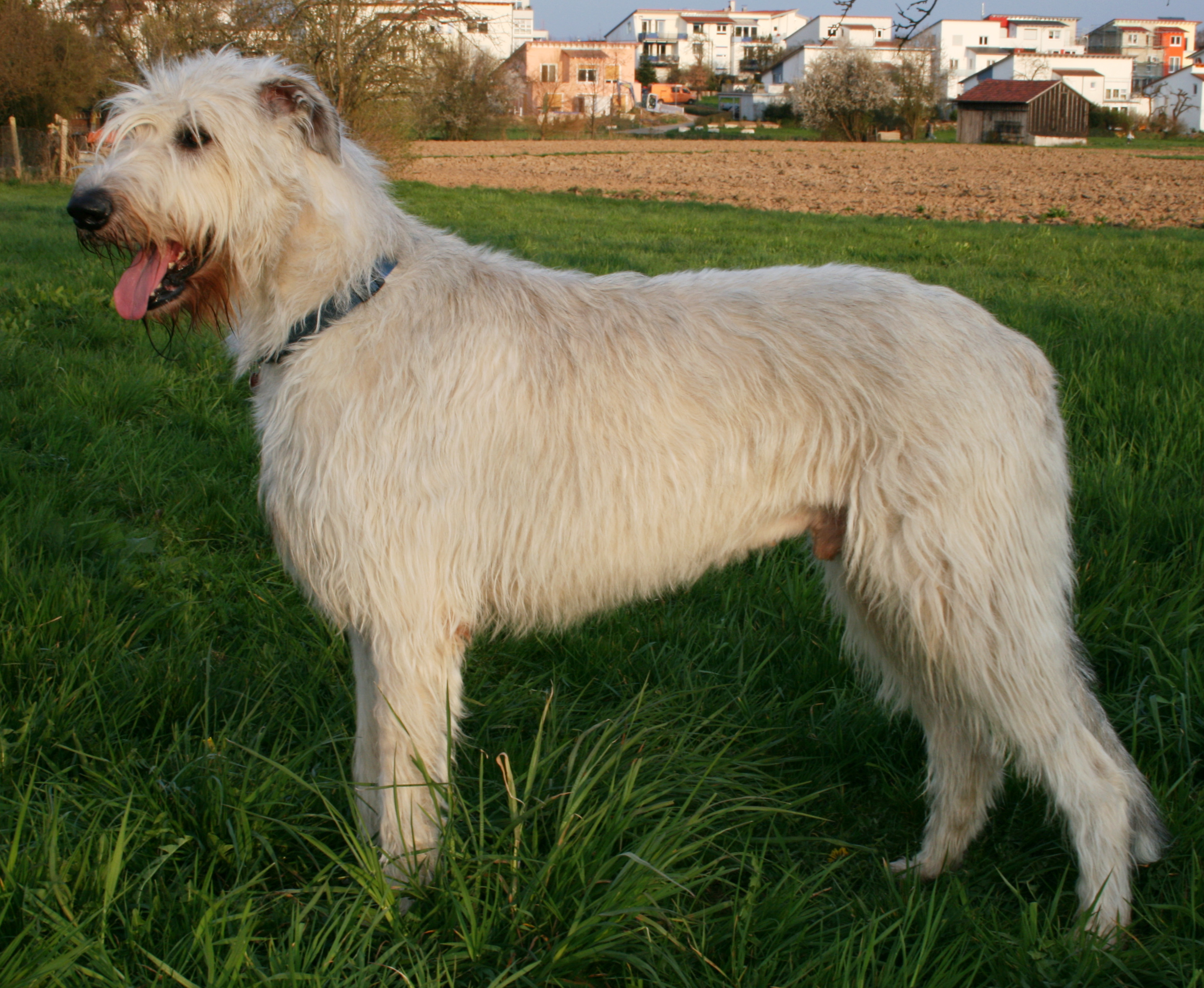
Wilczarz irlandzki jest jedną z najwyższych ras psów

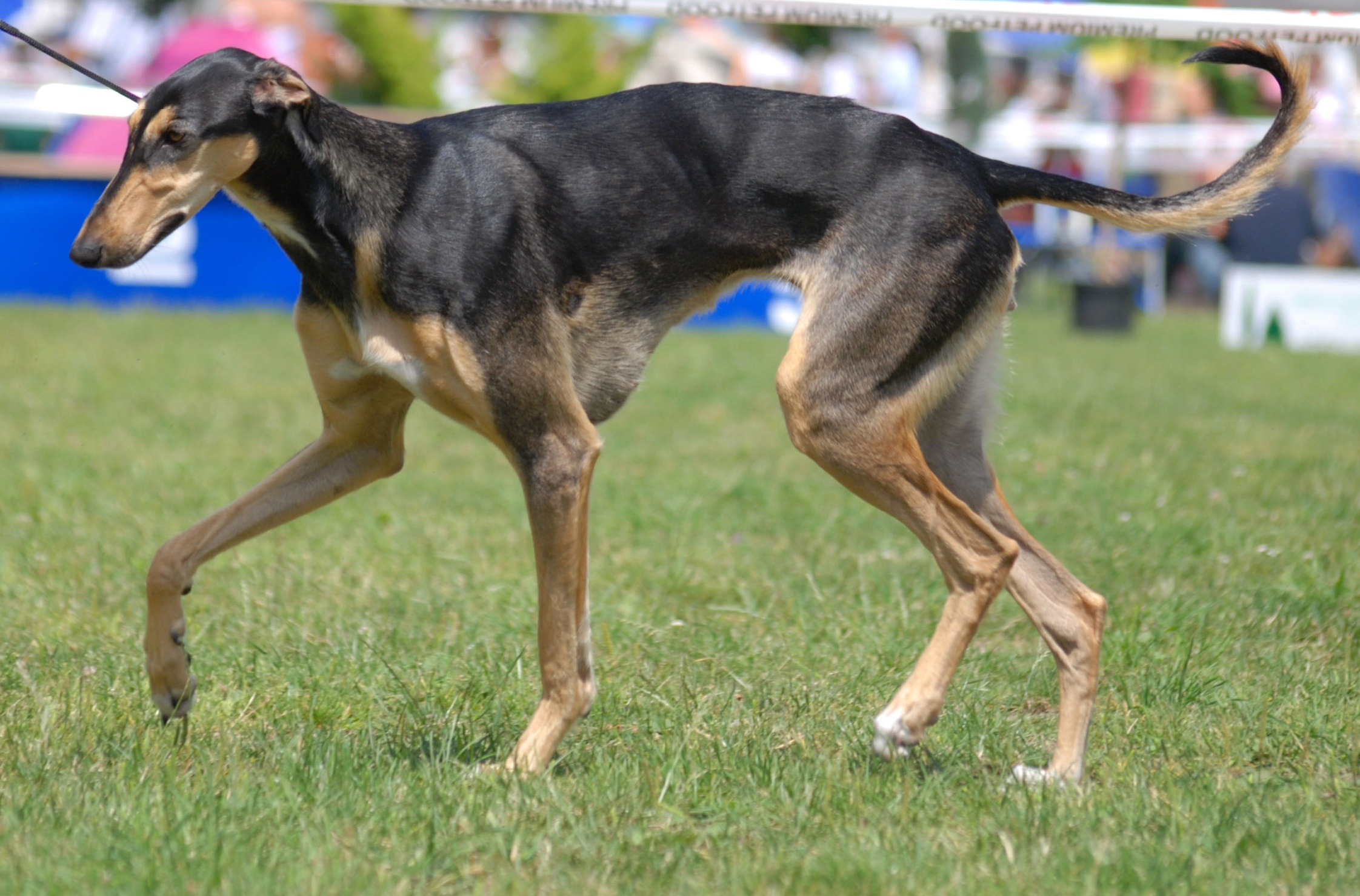
Przedstawiciel rasy Chart polski

Charty – grupa ras psa. Charakterystyczna dla psów z tej grupy jest aerodynamiczna budowa ciała, umożliwiająca osiąganie dużej prędkości w pogoni za zwierzyną. Podczas pogoni psy te kierują się wzrokiem, a nie węchem. Jest to jeden z najstarszych typów psa. Charty są użytkowane do polowań, jako psy ozdobne oraz wyścigowe. Pod względem użytkowym zaliczane są do psów myśliwskich – gończych, ale organizacje kynologiczne klasyfikują je w odrębnej grupie.

## Historia
Charty były znane już w starożytności. Prawdopodobnie pochodzą ze stepów południowo-zachodniej Azji i północnej Afryki. Występowały w Azji, północnej Afryce i Europie. Ich wizerunki widoczne są na mezopotamskiej ceramice pochodzącej z VI wieku p.n.e. Przedstawiano je w pogoni za pustynnymi gazelami. Niektóre rasy chartów są blisko spokrewnione z rasami psów prymitywnych.
Do Europy trafiły w czasach rzymskich. Pierwsze hodowle chartów w Anglii rozpoczęły się około 500 lat. p.n.e.
W przeszłości były wykorzystywane głównie do polowań na zające, wilki i dropie. Obecnie w większości krajów polowania z chartami są zabronione. Dużą popularnością w krajach anglosaskich cieszą się wyścigi chartów na torze. Można spotkać się także z wyścigami na otwartej przestrzeni, tzw. coursingi. W wyścigach psy gonią sztucznego zająca.
Za najszybszego z chartów uznaje się greyhounda, który osiągnął w czasie wyścigu prędkość 72 km/h.

## Budowa ciała
Charty charakteryzują się smukłym, wysokim i wydłużonym, gibkim ciałem, delikatną głową, długimi kończynami oraz pojemną klatką piersiową, której potrzebują jako psy osiągające duże prędkości. Pysk mają wydłużony, uszy długie, wąskie, stojące do połowy. Większość chartów ma sierść krótką i delikatną. Oprócz ras krótkowłosych istnieją również szorstko- i długowłose. Wśród chartów szorstkowłosych wyhodowano najwyższe z psów.

## Klasyfikacja chartów

### Rasy chartów uznane przez FCI

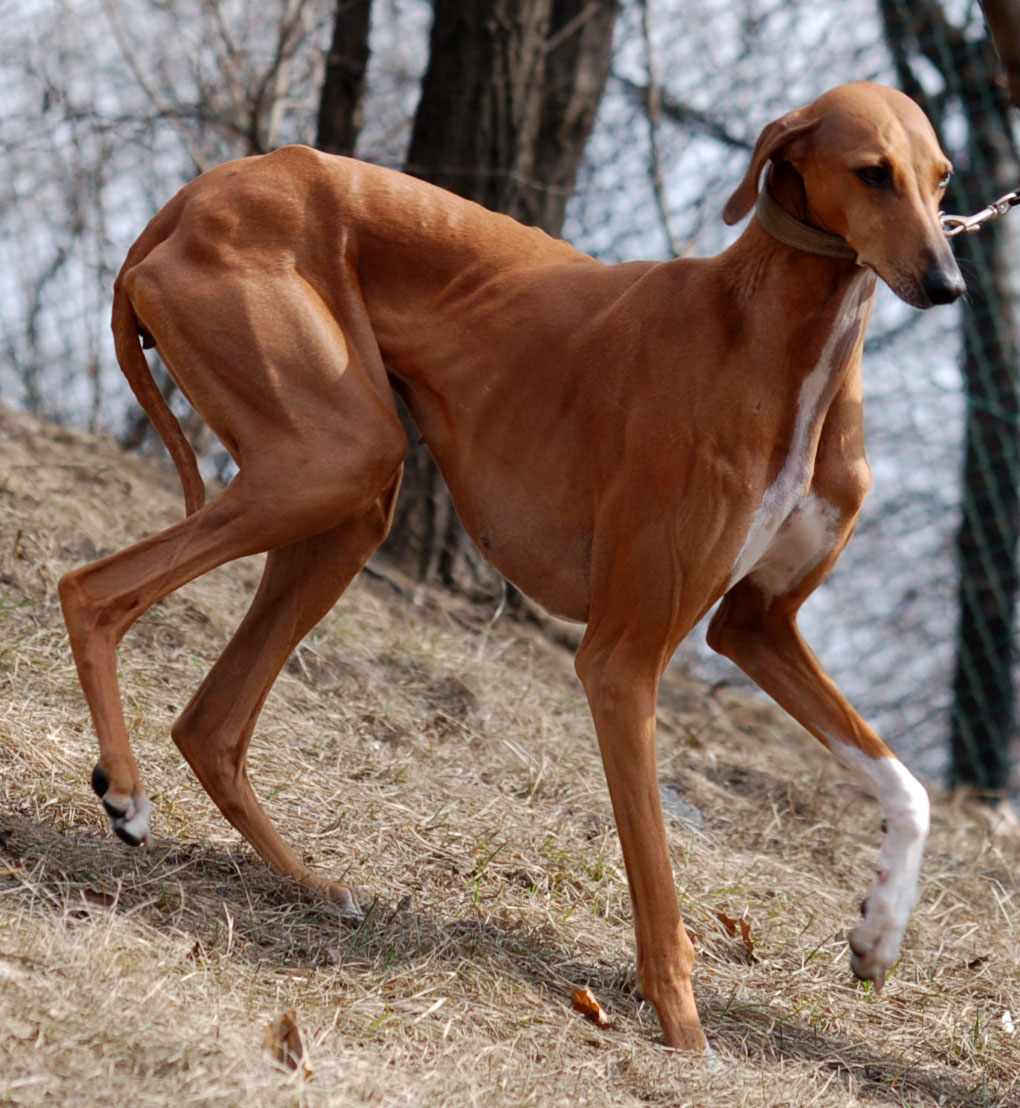
Charty afrykańskie mają bardzo szczupłą sylwetkę

W klasyfikacji FCI charty zaliczono do grupy X – Sighthounds (charty).

#### Sekcja 1 – charty długowłose
1. Afganistan (Wielka Brytania)
  - afghan hound – wzorzec 228 (chart afgański)
2. Azja Środkowa
  - saluki – wzorzec 269 (chart perski)
3. Rosja
  - Russkaya Psovaya Borzaya[6] – wzorzec 193 (chart rosyjski, borzoj)

#### Sekcja 2 – charty szorstkowłose
1. Irlandia
  - irish wolfhound – wzorzec 160 (wilczarz irlandzki)
2. Wielka Brytania
  - deerhound – wzorzec 164 (chart szkocki)

#### Sekcja 3 – charty krótkowłose
1. Hiszpania
  - galgo español – wzorzec 285 (chart hiszpański)
2. Wielka Brytania
  - greyhound – wzorzec 158
  - whippet – wzorzec 162
3. Włochy
  - piccolo levriero italiano – wzorzec 200 (charcik włoski)
4. Węgry
  - magyar agar – wzorzec 240 (chart węgierski)
5. Mali
  - azawakh – wzorzec 307 (chart afrykański)
6. Maroko
  - sloughi – wzorzec 188 (chart arabski)
7. Polska
  - chart polski – wzorzec 333

### Charty nieuznane przez FCI
- chart kirgiski (tajgan)
- chart środkowoazjatycki (tazy)
- chortaj
- południoworosyjski chart stepowy
- bakhmul
- banjara[1]
- caravan (mudhol[1])
- chippiparai[1]
- kanni
- khalag tazi
- mahratta[1]
- rajapalayam (poligar[1])
- rampur[1]
- windsprite

### Wymarłe rasy chartów
- chart krymski (krymka)
- chart czerkieski (gorka)
- chart wołoski
- tesem

## Zezwolenie
Zgodnie z ustawą Prawo Łowieckie, hodowanie lub utrzymywanie chartów rasowych lub ich mieszańców wymaga zezwolenia starosty właściwego ze względu na miejsce prowadzenia ich hodowli lub utrzymywania, wydawanego na wniosek osoby zamierzającej prowadzić taką hodowlę lub utrzymywać takiego psa. Charty oraz ich mieszańce traktowane są w Polsce jako „broń biała”, a używanie ich do polowań jest zakazane. Ponadto, osoba zamierzająca posiadać charty powinna zapewnić im codzienne korzystanie z ruchu odpowiedniego do wieku i stanu fizjologicznego, możliwość schronienia przed zimnem, upałami i opadami atmosferycznymi, karmę odpowiednią do masy ciała, wieku i stanu fizjologicznego, stały dostęp do wody, opiekę lekarsko-weterynaryjną, a także utrzymywać je w pomieszczeniach (z dostępem do światła naturalnego) lub na obszarze ogrodzonym w taki sposób, by nie mogły się samodzielnie wydostać. Wniosek o wydanie zezwolenia na posiadanie i hodowanie lub utrzymywanie chartów rasowych lub ich mieszańców należy złożyć w lokalnym Wydziale Środowiska i Rolnictwa. Zezwolenie obowiązuje obywateli polskich lub tych obywateli zagranicznych, którzy przebywają w Polsce na stałe bez zmiany obywatelstwa, ale są w Polsce zameldowani.